# Дрегічану
Дрегічану (рум. Drăghiceanu) — село у повіті Джурджу в Румунії. Входить до складу комуни Гогошарі.
Село розташоване на відстані 71 км на південний захід від Бухареста, 24 км на захід від Джурджу.

## Населення
За даними перепису населення 2002 року у селі проживали 195 осіб, усі — румуни. Усі жителі села рідною мовою назвали румунську.